# Liberty Tower
La Liberty Tower, anciennement Sinclair Oil Building, est un gratte-ciel situé au 55 Liberty Street, à son intersection avec la Nassau Street, dans le Financial District de Manhattan à New York. La construction a débuté en 1909 pour s'achever en 1910 : la tour était alors occupée par des bureaux. Elle a été dessinée par l'architecte de Chicago Henry Ives Cobb, dans un style néo-gothique.
Lors de son édification, les gratte-ciel n'en étaient qu'à leurs premiers débuts, et le savoir-faire nécessaire à leur construction était bien mince : ainsi, la Liberty Tower a été construite sur des fondations surdimensionnées, qui descendent de l'équivalent de cinq étages sous le niveau de la rue. Cela a permis au bâtiment de résister à l'effondrement des deux tours jumelles du World Trade Center en 2001. L'édifice est bâti en pierre calcaire et recouvert de terre cuite blanche ornée d'oiseaux, d'alligators, et autres créatures chimériques.

## Histoire
À l'emplacement de la Liberty Tower se situait un bâtiment abritant les bureaux du New York Evening Post et qui avait aussi servi de quartier général à l'American Society for the Prevention of Cruelty to Animals, fondée en 1867. 

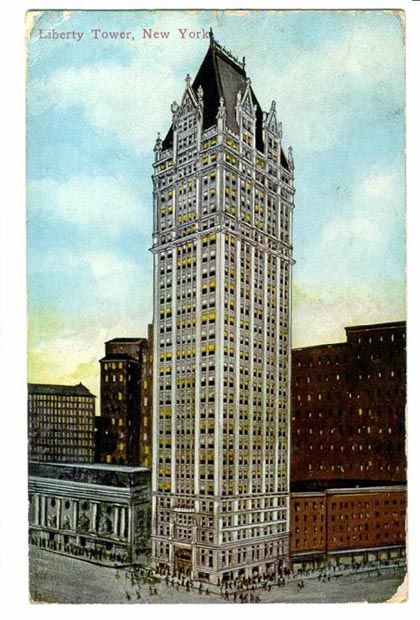
La Liberty Tower en 1910.

Le gratte-ciel possède une histoire riche. Le cabinet du président Theodore Roosevelt a été l'un des premiers à occuper le bâtiment après son ouverture en 1910. En 1917, un bureau a été loué afin de servir de couverture à des espions allemands cherchant à éviter une intervention de l'Amérique lors de la Première Guerre mondiale.  Le complot était destiné à diriger l'attention de l'Amérique dans une guerre de diversion avec le Mexique et le Japon, mais a été découvert le 1er mars 1917 avec l'interception et le décodage d'un télégramme par des cryptographes britanniques. Cet événement a incité le président Woodrow Wilson à déclarer la guerre à l'Allemagne un mois plus tard.
Peu de temps après, l'ensemble du bâtiment a été loué par la compagnie pétrolière Sinclair Oil, responsable du scandale du Teapot Dome en 1922. Avant le scandale du Watergate, celui du Teapot Dome était considéré comme étant « le scandale le plus sensationnel de l'histoire de la politique américaine ». 
En 1979, la Liberty Tower, achetée 922 000 $, a été convertie en appartements par l'architecte Joseph Pell Lombardi. Elle a été désignée comme monument de New York en 1982 et a été ajoutée au Registre national des lieux historiques le 15 septembre 1983.

## Galerie

Détails de la façade et de l’entrée.
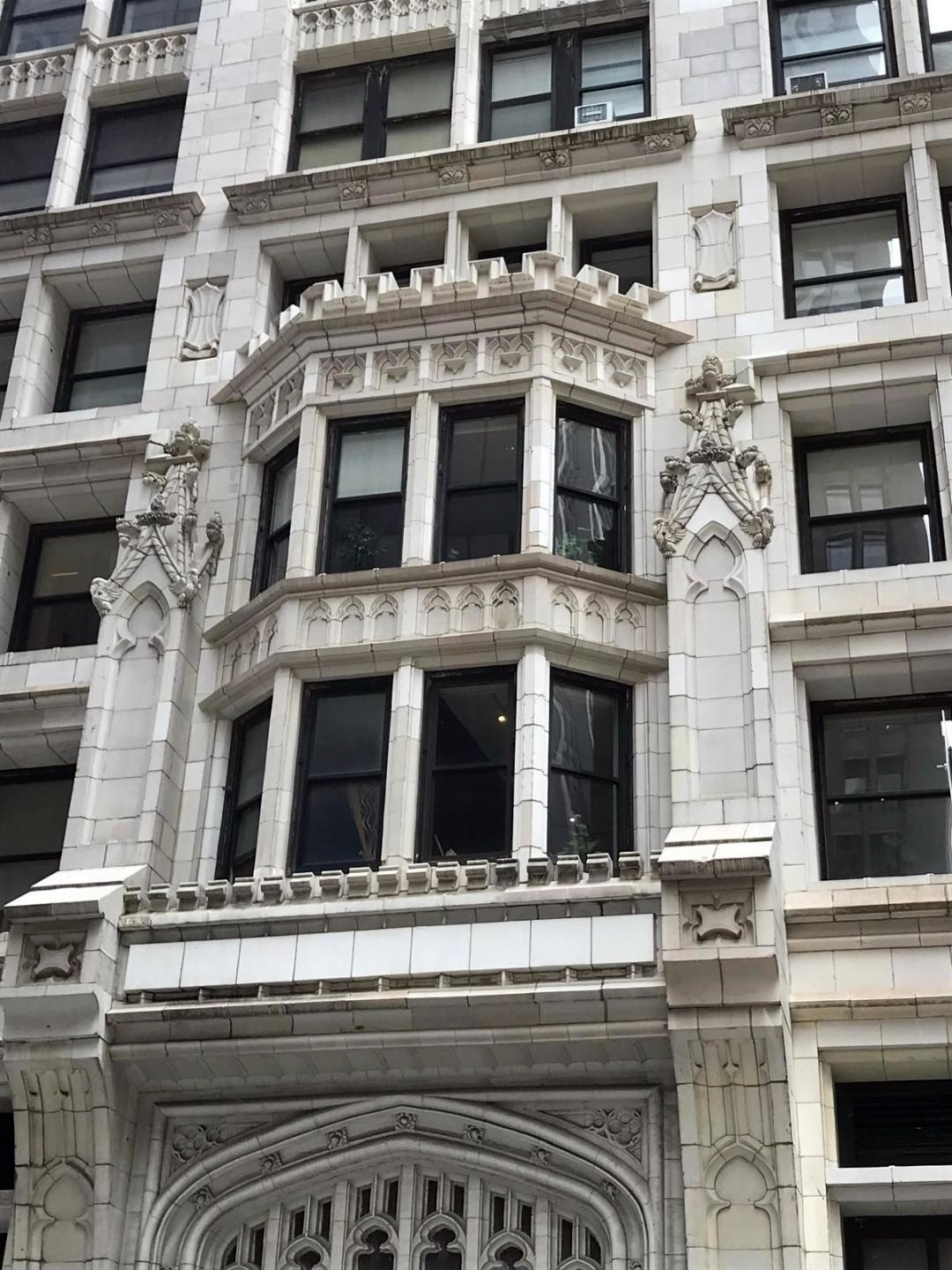
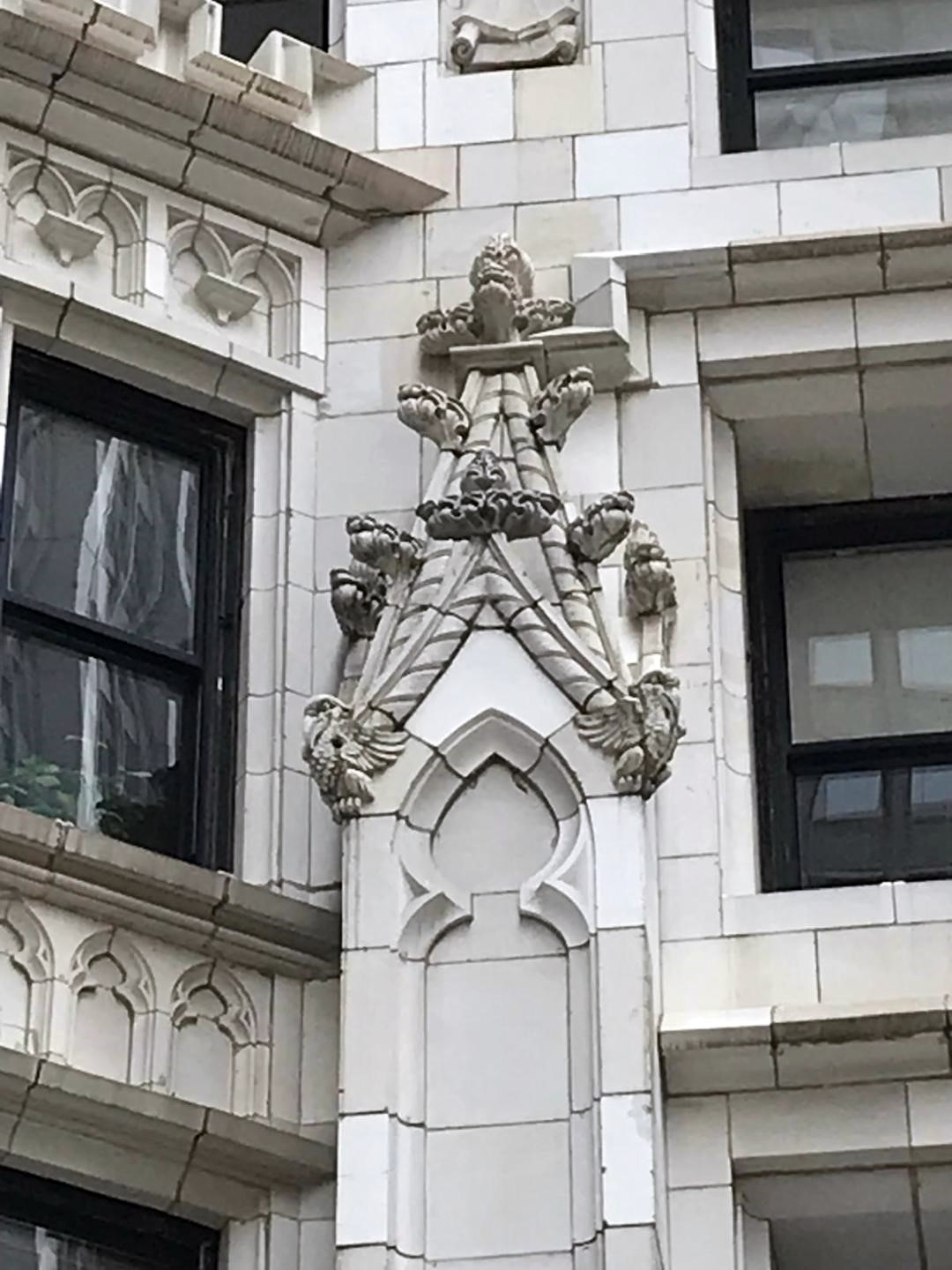
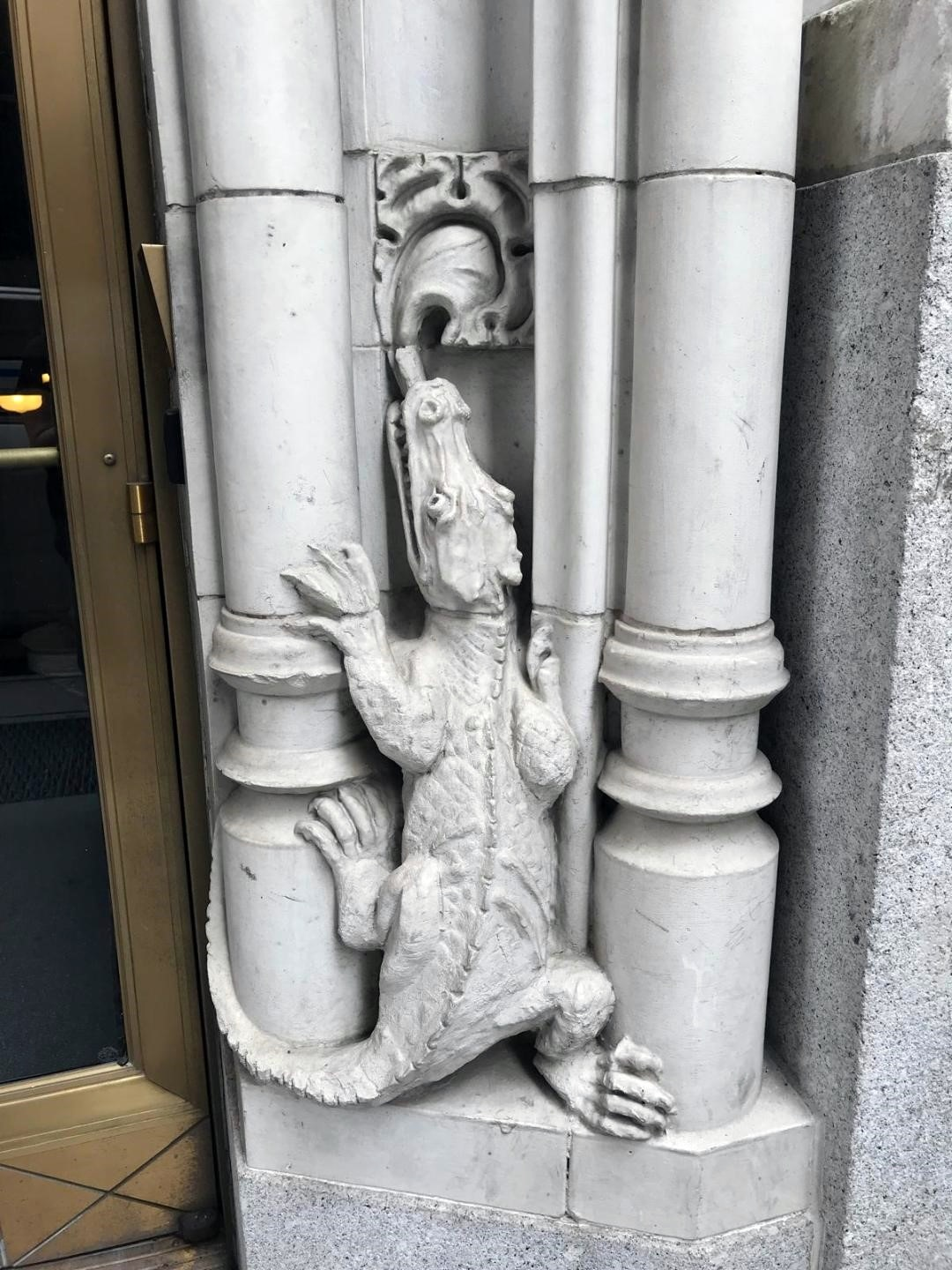
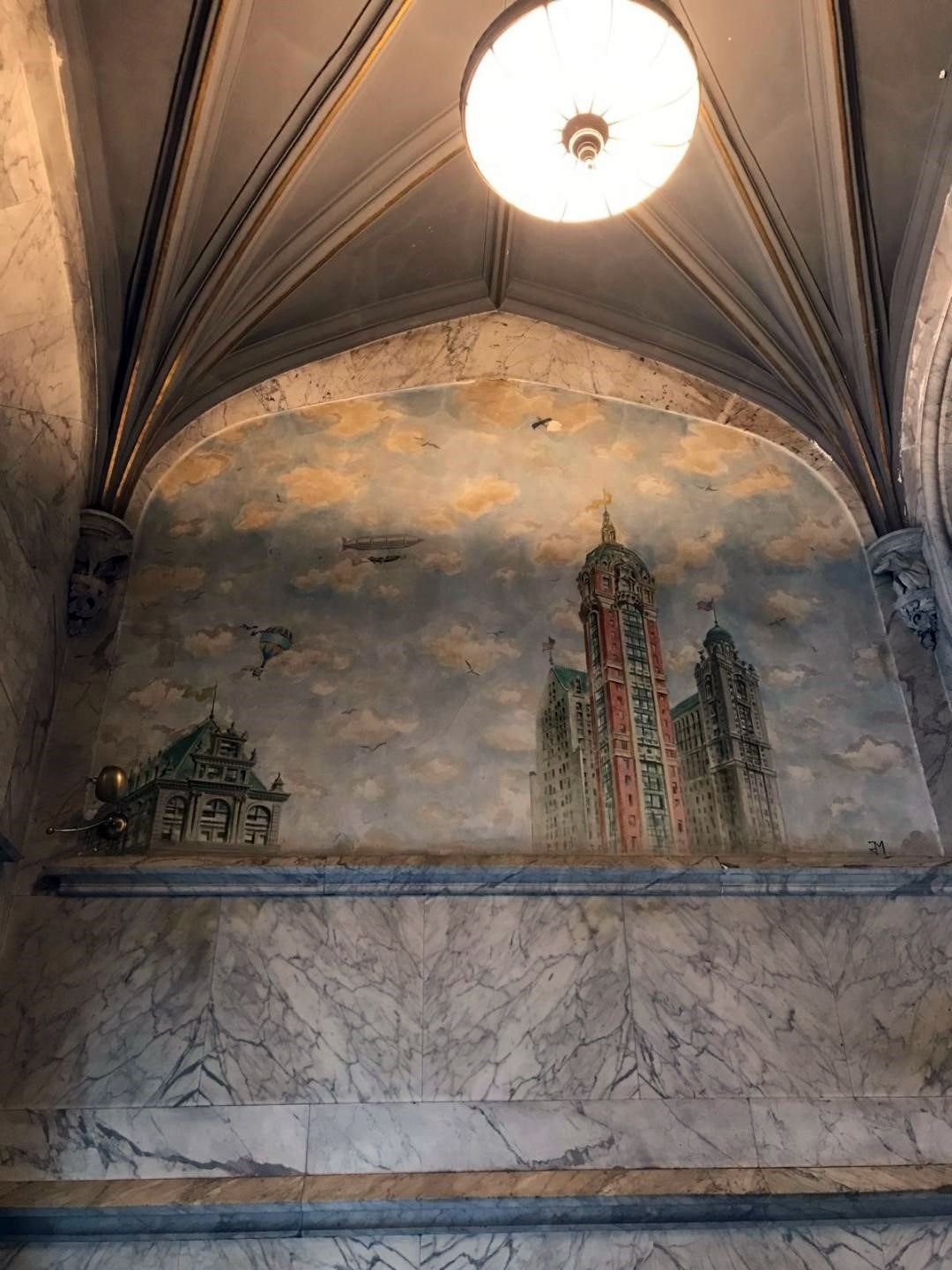
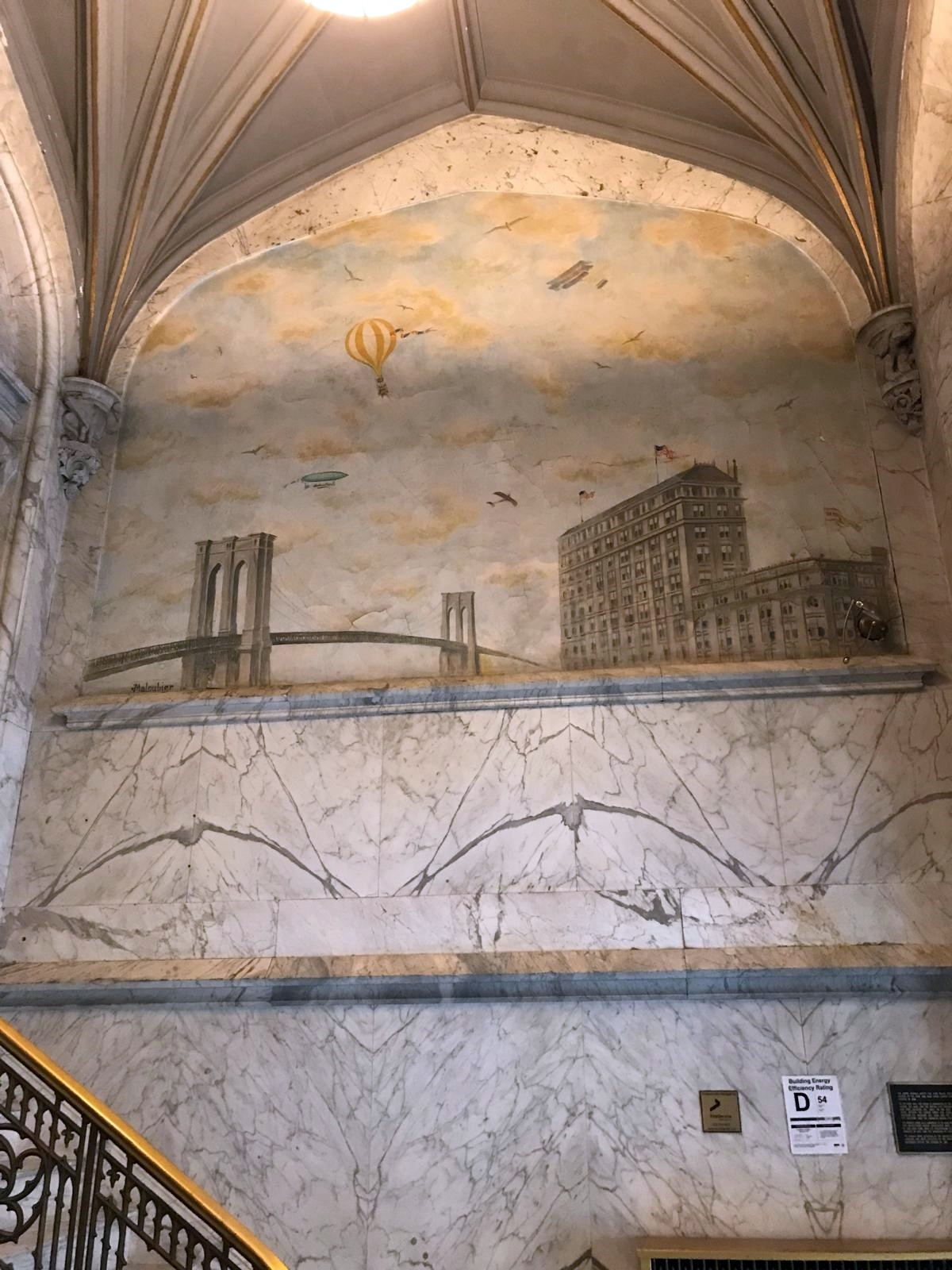
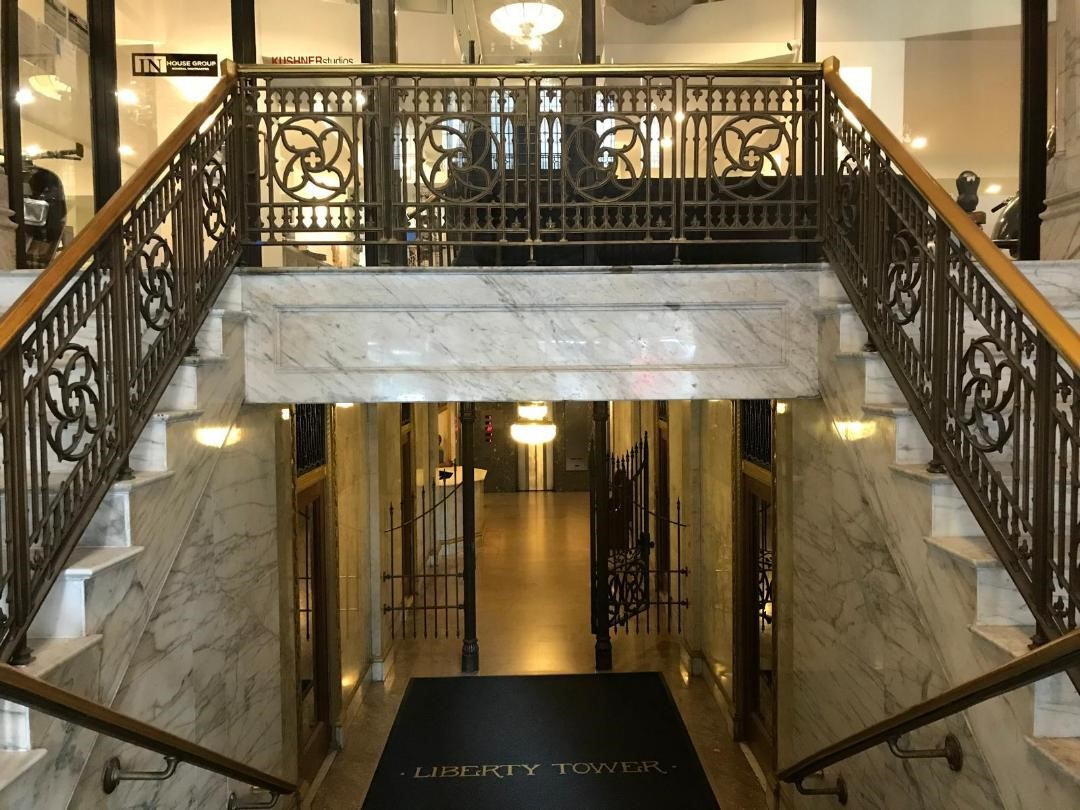